# Кобиље (Крушевац)
Кобиље је насељено место града Крушевца у Расинском округу. Према попису из 2022. било је 537 становника (према попису из 1991. било је 727 становника).

## Демографија
У насељу Кобиље живи 576 пунолетних становника, а просечна старост становништва износи 41,6 година (41,1 код мушкараца и 42,0 код жена). У насељу има 232 домаћинства, а просечан број чланова по домаћинству је 3,06.
Ово насеље је великим делом насељено Србима (према попису из 2002. године), а у последња три пописа, примећен је пад у броју становника.
|  |

| Демографија | Демографија | Демографија |
| Година      | Становника  | Становника  |
| ----------- | ----------- | ----------- |
| 1948.       | 888         |             |
| 1953.       | 884         |             |
| 1961.       | 870         |             |
| 1971.       | 880         |             |
| 1981.       | 880         |             |
| 1991.       | 727         | 720         |
| 2002.       | 710         | 730         |

| Етнички састав према попису из 2002.‍ | Етнички састав према попису из 2002.‍ | Етнички састав према попису из 2002.‍ | Етнички састав према попису из 2002.‍ | Етнички састав према попису из 2002.‍ |
| ------------------------------------ | ------------------------------------ | ------------------------------------ | ------------------------------------ | ------------------------------------ |
|                                      |                                      |                                      |                                      |                                      |
| Срби                                 | Срби                                 |                                      | 706                                  | 99,43%                               |
| Црногорци                            | Црногорци                            |                                      | 2                                    | 0,28%                                |
| Хрвати                               | Хрвати                               |                                      | 1                                    | 0,14%                                |
| непознато                            | непознато                            |                                      | 1                                    | 0,14%                                |

| Година пописа     | 1948. | 1953. | 1961. | 1971. | 1981. | 1991. | 2002. |
| ----------------- | ----- | ----- | ----- | ----- | ----- | ----- | ----- |
| Број домаћинстава | 181   | 193   | 210   | 223   | 229   | 210   | 232   |

| Број чланова      | 1  | 2  | 3  | 4  | 5  | 6 | 7 | 8 | 9 | 10 и више | Просек |
| ----------------- | -- | -- | -- | -- | -- | - | - | - | - | --------- | ------ |
| Број домаћинстава | 39 | 59 | 41 | 52 | 29 | 8 | 3 | 1 | 0 | 0         | 3,06   |

| Пол    | Укупно | Неожењен/Неудата | Ожењен/Удата | Удовац/Удовица | Разведен/Разведена | Непознато |
| ------ | ------ | ---------------- | ------------ | -------------- | ------------------ | --------- |
| Мушки  | 284    | 56               | 200          | 19             | 9                  | 0         |
| Женски | 313    | 40               | 202          | 60             | 11                 | 0         |
| УКУПНО | 597    | 96               | 402          | 79             | 20                 | 0         |

| Пол    | Укупно                    | Пољопривреда, лов и шумарство | Рибарство                            | Вађење руде и камена | Прерађивачка индустрија       |
| ------ | ------------------------- | ----------------------------- | ------------------------------------ | -------------------- | ----------------------------- |
| Мушки  | 143                       | 13                            | 0                                    | 1                    | 64                            |
| Женски | 72                        | 12                            | 0                                    | 0                    | 33                            |
| УКУПНО | 215                       | 25                            | 0                                    | 1                    | 97                            |
| Пол    | Производња и снабдевање   | Грађевинарство                | Трговина                             | Хотели и ресторани   | Саобраћај, складиштење и везе |
| Мушки  | 8                         | 17                            | 20                                   | 2                    | 9                             |
| Женски | 0                         | 1                             | 10                                   | 1                    | 2                             |
| УКУПНО | 8                         | 18                            | 30                                   | 3                    | 11                            |
| Пол    | Финансијско посредовање   | Некретнине                    | Државна управа и одбрана             | Образовање           | Здравствени и социјални рад   |
| Мушки  | 0                         | 1                             | 2                                    | 2                    | 1                             |
| Женски | 0                         | 1                             | 0                                    | 4                    | 3                             |
| УКУПНО | 0                         | 2                             | 2                                    | 6                    | 4                             |
| Пол    | Остале услужне активности | Приватна домаћинства          | Екстериторијалне организације и тела | Непознато            | Непознато                     |
| Мушки  | 2                         | 0                             | 0                                    | 1                    | 1                             |
| Женски | 3                         | 0                             | 0                                    | 2                    | 2                             |
| УКУПНО | 5                         | 0                             | 0                                    | 3                    | 3                             |